# Loan Chỉ
Loan Chỉ (chữ Hán giản thể: 湾沚区, Hán Việt: Loan Chỉ khu) là một quận trực thuộc địa cấp thị Vu Hồ, tỉnh An Huy, Cộng hòa Nhân dân Trung Hoa. Quận này có diện tích 942,2 km2, dân số 539.000 người. Mã số bưu chính của Loan Chỉ là 241100

## Các di tích lịch sử và danh lam thắng cảnh
- Di tích thành Sở Vương
- Miếu cửu thập Nam Đường
- Đông Môn Độ Quan Diêu
- Tháp hành lang nhà Tống
- Công viên sinh thái Hoà Bình

## Liên kểt ngoài
- Trang web chính quyền Lưu trữ ngày 7 tháng 9 năm 2008 tại Wayback Machine